# Task Force Tarawa
La Force opérationnelle Tarawa (Task Force Tarawa ou TFT) était le nom donné à la 2e Marine Expeditionary Brigade lors de l'invasion de l'Irak en 2003. Il s'agissait d'une force tactique terrestre et aérienne des Marines commandée par le général de brigade Richard F. Natonski qui était attachée à la I Marine Expeditionary Force au cours de l'invasion et qui était surtout connue pour sa participation aux combats violents dans la ville de an-Nāṣiriyyah. Au cours de leur soutien à l'opération Iraqi Freedom, la force opérationnelle a déploré la perte de 23 marines. 

## Déploiement
Les 7 100 Marines et marins de la TFT ont quitté la Base de Camp Lejeune, en Caroline du Nord, le 15 janvier 2003. Ils ont été transportés sur sept navires de la marine des États-Unis qui ont formé ensemble la Force opérationnelle amphibie Est (ATF Est), autrement surnommé les « Magnificent Seven » (les Sept Magnifiques). Les navires étaient l'USS Kearsarge (LHD-3), l'USS Saipan (LHA-2), l'USS Bataan (LHD-5), l'USS Ashland (LSD-48), l'USS Portland (LSD-37), l'USS Gunston Hall (LSD-44) et l'USS Ponce (LPD-15). L'ATF East est arrivée au Koweït le 15 février 2003 et a rapidement débarqué ses avions et navires, puis s'est dirigé vers le nord du désert koweïtien. 
L'équipement de la Force opérationnelle était composé de 81 avions, 46 véhicules d'assaut amphibie, 24 VBL, 14 chars M1A1 Abrams, 18 obusiers M198 et 4 ACE M9. 

## Opération Iraqi Freedom
La TFT est entrée en Irak le 21 mars 2003 avec pour mission de sécuriser l'aérodrome de Jalibah puis de sécuriser les trois ponts au-dessus de l'Euphrate à An Nasiriyah pour permettre à la 1re division des Marines de poursuivre son attaque vers le nord. Du 23 au 29 mars 2003, la Force opérationnelle Tarawa a mené de violents combats dans et autour de la ville d’An Nasiriyah alors qu’ils entraient en contact avec Fedayeen de Saddam Hussein et des membres de la 11e division d’infanterie irakienne. La TFT a perdu 18 Marines dans les combats et a été impliquée dans un incident de tir ami dans lequel deux A-10 Warthog ont tué plusieurs Marines lorsqu'ils ont mitraillé leurs véhicules d'assaut amphibies avec des cartouches d'uranium appauvri de 30 mm et des missiles Maverick. Les pilotes des A-10 n'ont pas été poursuivis. 
Pendant ce temps, la task force d'origine s'est agrandie avec les ajouts des 15e et 24e unités expéditionnaires marines. Les Marines de la TFT ont été la première unité américaine à entrer en contact avec les restes de la 507th Maintenance Company après avoir été pris en embuscade et, plus tard, étaient en attente pour aider au sauvetage de la prisonnière de guerre PFC Jessica Lynch . 
Après avoir quitté An Nasiriyah, la Force opérationnelle a été chargée de sécuriser les autoroutes à l'arrière de la 1re Division maritime et, le 3 avril 2003, elle a sécurisé la ville d'Ad Diwaniyah. Ils ont continué à se déplacer et le 7 avril, ont pénétré dans Al Amarah, sécurisant le QG de la 10e Division blindée et l'aérodrome voisin d'Al Amarah. Ils ont finalement mis fin aux opérations à l'extérieur de Bagdad après avoir mené des opérations de sécurité et de stabilisation à Al Kut le 11 avril. 
Le 14 mai 2003, la Force opérationnelle Tarawa a transféré sa zone d'opérations à la 1re Division maritime et est retournée aux États-Unis en embarquant sur les navires de la flotte. 
En rentrant aux États-Unis le 12 juin 2003, le 3e Bataillon du 2e Marines (3/2) à bord du USS Kearsarge (LHD-3) été déployée à l'appui de l'opération Shining Express pour soutenir le sauvetage du personnel de l'ambassade américaine et des citoyens américains pendant la deuxième guerre civile libérienne. 

## Ordre de bataille
- 2e Brigade expéditionnaire des Marines

Compagnie A, 8e bataillon de communication
Détachement, 2e Bataillon du renseignement
Détachement, 2e Bataillon radio
2e Régiment de Marines
1er Bataillon 2e Marines (1/2)
2e Bataillon 8e Marines (2/8)
2nd Battalion 6th Marines (2/6)
3e Bataillon 2e Marines (3/2)
1er Bataillon 10e Marines (1/10)
Compagnie C, 2e Bataillon de reconnaissance blindé léger
Compagnie A, 2e bataillon de reconnaissance
Compagnie A, 2e bataillon d'amphibiens d'assaut (rattachée au 1/2)
Compagnie A, 8th Tank Battalion (Attachée à 1/2) (désactivée, actuellement Company E, 4th Tank Battalion)
Compagnie A, 2e Bataillon du génie de combat
Compagnie A, 6e Bataillon du génie de combat Battle Creek, MI
Marine Air Control Group 28 
2e Bataillon de défense aérienne à basse altitude
Escadron de soutien aérien maritime 1
Marine Aircraft Group 29, MCAS New River, Caroline du Nord
Escadron de logistique de l'aviation des Marines 29
HMH-464
HMLA-269
HMM-162 - Hélicoptère des Marines Medium 
Bataillon d'appui aux services de combat 22

## Voir également